# Gonzaga-Guastalla
A linha de Guastalla, era um ramo colateral da dinastia dos Gonzaga. Trata-se de um ramo também conhecido por Gonzaga-Guastalla.

## História
O primeiro governante desta linha foi o conde Ferrante I Gonzaga, quinto filho de Francisco II Gonzaga, marquês de Mântua (1466-1519).
Dos seus irmãos, o mais velho Frederico (1500-1540), torna-se marquês e depois, primeiro duque de Mântua, com o título de Frederico II; o mais novo Hércules (1505-1563) será Bispo de Mântua e depois cardeal.
Das cinco irmãs duas morrem jovens; uma, Leonor (1493-1550), vem a casar com o  duque de Urbino Francisco Maria I Della Rovere; e as outras duas, Hipólita Gonzaga e Livia (Paula) Gonzaga, vêm a ser freiras.
Ferrante I, que fora vice-rei da Sicília (1535-1546), adquiriu por 22.280 scudi d’oro, o condado de Guastalla em 1539, à condessa Ludovica Torelli, herdeira desse estado. 
O ramo dos Gonzaga por si iniciado, chamado Gonzaga-Guastalla, entrará em conflito com o ramo dos Gonzaga-Nevers em 1628 por ocasião da Guerra da Sucessão de Mântua: os  pretendentes para a sucessão do duque Vicente II de Mântua (que morreu sem descendência) foram, de uma parte Ferrante II de Guastalla (apoiado pelos Habsburgos) e, de outra, Carlos I de Gonzaga-Nevers (apoiado pelo Reino de França e pelo Papa).
Em 1703 os seus estados aumentarão com o ducado de Sabbioneta e o senhorio  de Bozzolo (e principados anexos), por extinção da linha dos Gonzaga de Sabbioneta e Bozzolo.
O último duque dos Gonzaga-Guastalla foi José Maria Gonzaga, nascido demente, que reinará sob a tutela do seu ministro Spilimberg e depois da mulher, Leonor de Schleswig-Holstein-Sonderburg-Glücksburg. Morre em 1746 sem descendência.
Anexado em 1747 por Maria Teresa da Áustria, o ducado e respetivos feudos, acabam por ser reunidos ao ducado de Parma e Placência, que será consignado a Fernando VI de Espanha de acordo com os termos do Tratado de Aquisgrano de 1748.

## Arvore Genealógica[2]
O ramo dos Gonzaga-Guastalla descende de Ferrante I Gonzaga, extinguindo-se, em 1746, com a morte sem desendência de José Maria Gonzaga
|                                                                              |                                                                              |                                                                              |                                                                              |                                                                                    |                                                                                    |                                                                                    |                                                                                    |                                                                                    |                                                                                    |                                                     |                                                     | Francisco II (Francesco) [1466-1519] Marquês de Mântua 1484                           |                                                                                       |                                                                                       |                                                                                       |                                                                                       |                                                                                       |  |  |                                                                                          |                                                                                          |                                                                                          |                                                                                          |                                                                                          |                                                                                          |  |  |                                                                       |                                                                       |                                                                       |                                                                       |                                                                       |                                                                       |  |  |  |  |  |  |  |  |  |  |  |  |  |  |  |  |  |  |  |  |  |  |  |  |  |  |
|                                                                              |                                                                              |                                                                              |                                                                              |                                                                                    |                                                                                    |                                                                                    |                                                                                    |                                                                                    |                                                                                    |                                                     |                                                     |                                                                                       |                                                                                       |                                                                                       |                                                                                       |                                                                                       |                                                                                       |  |  |                                                                                          |                                                                                          |                                                                                          |                                                                                          |                                                                                          |                                                                                          |  |  |                                                                       |                                                                       |                                                                       |                                                                       |                                                                       |                                                                       |  |  |  |  |  |  |  |  |  |  |  |  |  |  |  |  |  |  |  |  |  |  |  |  |  |  |
|                                                                              |                                                                              |                                                                              |                                                                              |                                                                                    |                                                                                    |                                                                                    |                                                                                    |                                                                                    |                                                                                    |                                                     |                                                     |                                                                                       |                                                                                       |                                                                                       |                                                                                       |                                                                                       |                                                                                       |  |  |                                                                                          |                                                                                          |                                                                                          |                                                                                          |                                                                                          |                                                                                          |  |  |                                                                       |                                                                       |                                                                       |                                                                       |                                                                       |                                                                       |  |  |  |  |  |  |  |  |  |  |  |  |  |  |  |  |  |  |  |  |  |  |  |  |  |  |
|                                                                              |                                                                              |                                                                              |                                                                              | Frederico II (Federico) [1500-1540] Marquês de Mântua 1519 1º Duque de Mântua 1530 | Frederico II (Federico) [1500-1540] Marquês de Mântua 1519 1º Duque de Mântua 1530 | Frederico II (Federico) [1500-1540] Marquês de Mântua 1519 1º Duque de Mântua 1530 | Frederico II (Federico) [1500-1540] Marquês de Mântua 1519 1º Duque de Mântua 1530 | Frederico II (Federico) [1500-1540] Marquês de Mântua 1519 1º Duque de Mântua 1530 | Frederico II (Federico) [1500-1540] Marquês de Mântua 1519 1º Duque de Mântua 1530 |                                                     |                                                     |                                                                                       |                                                                                       |                                                                                       |                                                                                       |                                                                                       |                                                                                       |  |  | Ferrante I (Ferrante/Ferdinando) [1507-1557] Vice-rei da Sicília Conde de Guastalla 1539 | Ferrante I (Ferrante/Ferdinando) [1507-1557] Vice-rei da Sicília Conde de Guastalla 1539 | Ferrante I (Ferrante/Ferdinando) [1507-1557] Vice-rei da Sicília Conde de Guastalla 1539 | Ferrante I (Ferrante/Ferdinando) [1507-1557] Vice-rei da Sicília Conde de Guastalla 1539 | Ferrante I (Ferrante/Ferdinando) [1507-1557] Vice-rei da Sicília Conde de Guastalla 1539 | Ferrante I (Ferrante/Ferdinando) [1507-1557] Vice-rei da Sicília Conde de Guastalla 1539 |  |  |                                                                       |                                                                       |                                                                       |                                                                       |                                                                       |                                                                       |  |  |  |  |  |  |  |  |  |  |  |  |  |  |  |  |  |  |  |  |  |  |  |  |  |  |
|                                                                              |                                                                              |                                                                              |                                                                              | Frederico II (Federico) [1500-1540] Marquês de Mântua 1519 1º Duque de Mântua 1530 | Frederico II (Federico) [1500-1540] Marquês de Mântua 1519 1º Duque de Mântua 1530 | Frederico II (Federico) [1500-1540] Marquês de Mântua 1519 1º Duque de Mântua 1530 | Frederico II (Federico) [1500-1540] Marquês de Mântua 1519 1º Duque de Mântua 1530 | Frederico II (Federico) [1500-1540] Marquês de Mântua 1519 1º Duque de Mântua 1530 | Frederico II (Federico) [1500-1540] Marquês de Mântua 1519 1º Duque de Mântua 1530 |                                                     |                                                     |                                                                                       |                                                                                       |                                                                                       |                                                                                       |                                                                                       |                                                                                       |  |  | Ferrante I (Ferrante/Ferdinando) [1507-1557] Vice-rei da Sicília Conde de Guastalla 1539 | Ferrante I (Ferrante/Ferdinando) [1507-1557] Vice-rei da Sicília Conde de Guastalla 1539 | Ferrante I (Ferrante/Ferdinando) [1507-1557] Vice-rei da Sicília Conde de Guastalla 1539 | Ferrante I (Ferrante/Ferdinando) [1507-1557] Vice-rei da Sicília Conde de Guastalla 1539 | Ferrante I (Ferrante/Ferdinando) [1507-1557] Vice-rei da Sicília Conde de Guastalla 1539 | Ferrante I (Ferrante/Ferdinando) [1507-1557] Vice-rei da Sicília Conde de Guastalla 1539 |  |  |                                                                       |                                                                       |                                                                       |                                                                       |                                                                       |                                                                       |  |  |  |  |  |  |  |  |  |  |  |  |  |  |  |  |  |  |  |  |  |  |  |  |  |  |
|                                                                              |                                                                              |                                                                              |                                                                              |                                                                                    |                                                                                    |                                                                                    |                                                                                    |                                                                                    |                                                                                    |                                                     |                                                     |                                                                                       |                                                                                       |                                                                                       |                                                                                       |                                                                                       |                                                                                       |  |  |                                                                                          |                                                                                          |                                                                                          |                                                                                          |                                                                                          |                                                                                          |  |  |                                                                       |                                                                       |                                                                       |                                                                       |                                                                       |                                                                       |  |  |  |  |  |  |  |  |  |  |  |  |  |  |  |  |  |  |  |  |  |  |  |  |  |  |
| Guilherme I (X) (Guglielmo) [1538-1587] Duque de Mântua e de Monferrato 1550 | Guilherme I (X) (Guglielmo) [1538-1587] Duque de Mântua e de Monferrato 1550 | Guilherme I (X) (Guglielmo) [1538-1587] Duque de Mântua e de Monferrato 1550 | Guilherme I (X) (Guglielmo) [1538-1587] Duque de Mântua e de Monferrato 1550 | Guilherme I (X) (Guglielmo) [1538-1587] Duque de Mântua e de Monferrato 1550       | Guilherme I (X) (Guglielmo) [1538-1587] Duque de Mântua e de Monferrato 1550       |                                                                                    |                                                                                    | Luís (Luigi/Louis) [1539-1595] Duque de Nevers 1581                                | Luís (Luigi/Louis) [1539-1595] Duque de Nevers 1581                                | Luís (Luigi/Louis) [1539-1595] Duque de Nevers 1581 | Luís (Luigi/Louis) [1539-1595] Duque de Nevers 1581 | Luís (Luigi/Louis) [1539-1595] Duque de Nevers 1581                                   | Luís (Luigi/Louis) [1539-1595] Duque de Nevers 1581                                   |                                                                                       |                                                                                       |                                                                                       |                                                                                       |  |  | César I (Cesare) [1530-1575] Conde de Guastalla 1557                                     | César I (Cesare) [1530-1575] Conde de Guastalla 1557                                     | César I (Cesare) [1530-1575] Conde de Guastalla 1557                                     | César I (Cesare) [1530-1575] Conde de Guastalla 1557                                     | César I (Cesare) [1530-1575] Conde de Guastalla 1557                                     | César I (Cesare) [1530-1575] Conde de Guastalla 1557                                     |  |  |                                                                       |                                                                       |                                                                       |                                                                       |                                                                       |                                                                       |  |  |  |  |  |  |  |  |  |  |  |  |  |  |  |  |  |  |  |  |  |  |  |  |  |  |
| Guilherme I (X) (Guglielmo) [1538-1587] Duque de Mântua e de Monferrato 1550 | Guilherme I (X) (Guglielmo) [1538-1587] Duque de Mântua e de Monferrato 1550 | Guilherme I (X) (Guglielmo) [1538-1587] Duque de Mântua e de Monferrato 1550 | Guilherme I (X) (Guglielmo) [1538-1587] Duque de Mântua e de Monferrato 1550 | Guilherme I (X) (Guglielmo) [1538-1587] Duque de Mântua e de Monferrato 1550       | Guilherme I (X) (Guglielmo) [1538-1587] Duque de Mântua e de Monferrato 1550       |                                                                                    |                                                                                    | Luís (Luigi/Louis) [1539-1595] Duque de Nevers 1581                                | Luís (Luigi/Louis) [1539-1595] Duque de Nevers 1581                                | Luís (Luigi/Louis) [1539-1595] Duque de Nevers 1581 | Luís (Luigi/Louis) [1539-1595] Duque de Nevers 1581 | Luís (Luigi/Louis) [1539-1595] Duque de Nevers 1581                                   | Luís (Luigi/Louis) [1539-1595] Duque de Nevers 1581                                   |                                                                                       |                                                                                       |                                                                                       |                                                                                       |  |  | César I (Cesare) [1530-1575] Conde de Guastalla 1557                                     | César I (Cesare) [1530-1575] Conde de Guastalla 1557                                     | César I (Cesare) [1530-1575] Conde de Guastalla 1557                                     | César I (Cesare) [1530-1575] Conde de Guastalla 1557                                     | César I (Cesare) [1530-1575] Conde de Guastalla 1557                                     | César I (Cesare) [1530-1575] Conde de Guastalla 1557                                     |  |  |                                                                       |                                                                       |                                                                       |                                                                       |                                                                       |                                                                       |  |  |  |  |  |  |  |  |  |  |  |  |  |  |  |  |  |  |  |  |  |  |  |  |  |  |
|                                                                              |                                                                              |                                                                              |                                                                              |                                                                                    |                                                                                    |                                                                                    |                                                                                    |                                                                                    |                                                                                    |                                                     |                                                     |                                                                                       |                                                                                       |                                                                                       |                                                                                       |                                                                                       |                                                                                       |  |  | Ferrante II (Ferrante/Ferdinando) [1563-1630] 1º Duque de Guastalla 1621                 |                                                                                          |                                                                                          |                                                                                          |                                                                                          |                                                                                          |  |  |                                                                       |                                                                       |                                                                       |                                                                       |                                                                       |                                                                       |  |  |  |  |  |  |  |  |  |  |  |  |  |  |  |  |  |  |  |  |  |  |  |  |  |  |
|                                                                              |                                                                              |                                                                              |                                                                              |                                                                                    |                                                                                    |                                                                                    |                                                                                    |                                                                                    |                                                                                    |                                                     |                                                     |                                                                                       |                                                                                       |                                                                                       |                                                                                       |                                                                                       |                                                                                       |  |  |                                                                                          |                                                                                          |                                                                                          |                                                                                          |                                                                                          |                                                                                          |  |  |                                                                       |                                                                       |                                                                       |                                                                       |                                                                       |                                                                       |  |  |  |  |  |  |  |  |  |  |  |  |  |  |  |  |  |  |  |  |  |  |  |  |  |  |
|                                                                              |                                                                              |                                                                              |                                                                              |                                                                                    |                                                                                    |                                                                                    |                                                                                    |                                                                                    |                                                                                    |                                                     |                                                     |                                                                                       |                                                                                       |                                                                                       |                                                                                       |                                                                                       |                                                                                       |  |  |                                                                                          |                                                                                          |                                                                                          |                                                                                          |                                                                                          |                                                                                          |  |  |                                                                       |                                                                       |                                                                       |                                                                       |                                                                       |                                                                       |  |  |  |  |  |  |  |  |  |  |  |  |  |  |  |  |  |  |  |  |  |  |  |  |  |  |
| Ramo principal Gonzaga de Mântua (extinto em 1627)                           | Ramo principal Gonzaga de Mântua (extinto em 1627)                           | Ramo principal Gonzaga de Mântua (extinto em 1627)                           | Ramo principal Gonzaga de Mântua (extinto em 1627)                           | Ramo principal Gonzaga de Mântua (extinto em 1627)                                 | Ramo principal Gonzaga de Mântua (extinto em 1627)                                 |                                                                                    |                                                                                    | Ramo "francês" Gonzaga-Nevers (extinto em 1708)                                    | Ramo "francês" Gonzaga-Nevers (extinto em 1708)                                    | Ramo "francês" Gonzaga-Nevers (extinto em 1708)     | Ramo "francês" Gonzaga-Nevers (extinto em 1708)     | Ramo "francês" Gonzaga-Nevers (extinto em 1708)                                       | Ramo "francês" Gonzaga-Nevers (extinto em 1708)                                       |                                                                                       |                                                                                       |                                                                                       |                                                                                       |  |  | César II (Cesare) [1592-1632] Duque de Guastalla 1630                                    | César II (Cesare) [1592-1632] Duque de Guastalla 1630                                    | César II (Cesare) [1592-1632] Duque de Guastalla 1630                                    | César II (Cesare) [1592-1632] Duque de Guastalla 1630                                    | César II (Cesare) [1592-1632] Duque de Guastalla 1630                                    | César II (Cesare) [1592-1632] Duque de Guastalla 1630                                    |  |  | André (Andrea) […-1686] Conde de San Paolo                            | André (Andrea) […-1686] Conde de San Paolo                            | André (Andrea) […-1686] Conde de San Paolo                            | André (Andrea) […-1686] Conde de San Paolo                            | André (Andrea) […-1686] Conde de San Paolo                            | André (Andrea) […-1686] Conde de San Paolo                            |  |  |  |  |  |  |  |  |  |  |  |  |  |  |  |  |  |  |  |  |  |  |  |  |  |  |
| Ramo principal Gonzaga de Mântua (extinto em 1627)                           | Ramo principal Gonzaga de Mântua (extinto em 1627)                           | Ramo principal Gonzaga de Mântua (extinto em 1627)                           | Ramo principal Gonzaga de Mântua (extinto em 1627)                           | Ramo principal Gonzaga de Mântua (extinto em 1627)                                 | Ramo principal Gonzaga de Mântua (extinto em 1627)                                 |                                                                                    |                                                                                    | Ramo "francês" Gonzaga-Nevers (extinto em 1708)                                    | Ramo "francês" Gonzaga-Nevers (extinto em 1708)                                    | Ramo "francês" Gonzaga-Nevers (extinto em 1708)     | Ramo "francês" Gonzaga-Nevers (extinto em 1708)     | Ramo "francês" Gonzaga-Nevers (extinto em 1708)                                       | Ramo "francês" Gonzaga-Nevers (extinto em 1708)                                       |                                                                                       |                                                                                       |                                                                                       |                                                                                       |  |  | César II (Cesare) [1592-1632] Duque de Guastalla 1630                                    | César II (Cesare) [1592-1632] Duque de Guastalla 1630                                    | César II (Cesare) [1592-1632] Duque de Guastalla 1630                                    | César II (Cesare) [1592-1632] Duque de Guastalla 1630                                    | César II (Cesare) [1592-1632] Duque de Guastalla 1630                                    | César II (Cesare) [1592-1632] Duque de Guastalla 1630                                    |  |  | André (Andrea) […-1686] Conde de San Paolo                            | André (Andrea) […-1686] Conde de San Paolo                            | André (Andrea) […-1686] Conde de San Paolo                            | André (Andrea) […-1686] Conde de San Paolo                            | André (Andrea) […-1686] Conde de San Paolo                            | André (Andrea) […-1686] Conde de San Paolo                            |  |  |  |  |  |  |  |  |  |  |  |  |  |  |  |  |  |  |  |  |  |  |  |  |  |  |
|                                                                              |                                                                              |                                                                              |                                                                              |                                                                                    |                                                                                    |                                                                                    |                                                                                    |                                                                                    |                                                                                    |                                                     |                                                     |                                                                                       |                                                                                       |                                                                                       |                                                                                       |                                                                                       |                                                                                       |  |  | Ferrante III (Ferrante/Ferdinando) [1618-1678] Duque de Guastalla 1632                   |                                                                                          |                                                                                          |                                                                                          |                                                                                          |                                                                                          |  |  |                                                                       |                                                                       |                                                                       |                                                                       |                                                                       |                                                                       |  |  |  |  |  |  |  |  |  |  |  |  |  |  |  |  |  |  |  |  |  |  |  |  |  |  |
|                                                                              |                                                                              |                                                                              |                                                                              |                                                                                    |                                                                                    |                                                                                    |                                                                                    |                                                                                    |                                                                                    |                                                     |                                                     |                                                                                       |                                                                                       |                                                                                       |                                                                                       |                                                                                       |                                                                                       |  |  |                                                                                          |                                                                                          |                                                                                          |                                                                                          |                                                                                          |                                                                                          |  |  |                                                                       |                                                                       |                                                                       |                                                                       |                                                                       |                                                                       |  |  |  |  |  |  |  |  |  |  |  |  |  |  |  |  |  |  |  |  |  |  |  |  |  |  |
|                                                                              |                                                                              |                                                                              |                                                                              |                                                                                    |                                                                                    |                                                                                    |                                                                                    |                                                                                    |                                                                                    |                                                     |                                                     |                                                                                       |                                                                                       |                                                                                       |                                                                                       |                                                                                       |                                                                                       |  |  |                                                                                          |                                                                                          |                                                                                          |                                                                                          |                                                                                          |                                                                                          |  |  |                                                                       |                                                                       |                                                                       |                                                                       |                                                                       |                                                                       |  |  |  |  |  |  |  |  |  |  |  |  |  |  |  |  |  |  |  |  |  |  |  |  |  |  |
|                                                                              |                                                                              |                                                                              |                                                                              |                                                                                    |                                                                                    |                                                                                    |                                                                                    |                                                                                    |                                                                                    |                                                     |                                                     | Ana Isabel (Anna Isabella) [1655-1703] c.c. Fernando Carlos I Gonzaga sem geração     | Ana Isabel (Anna Isabella) [1655-1703] c.c. Fernando Carlos I Gonzaga sem geração     | Ana Isabel (Anna Isabella) [1655-1703] c.c. Fernando Carlos I Gonzaga sem geração     | Ana Isabel (Anna Isabella) [1655-1703] c.c. Fernando Carlos I Gonzaga sem geração     | Ana Isabel (Anna Isabella) [1655-1703] c.c. Fernando Carlos I Gonzaga sem geração     | Ana Isabel (Anna Isabella) [1655-1703] c.c. Fernando Carlos I Gonzaga sem geração     |  |  | Maria Vitória (Maria Vittoria) [1659-1707]                                               | Maria Vitória (Maria Vittoria) [1659-1707]                                               | Maria Vitória (Maria Vittoria) [1659-1707]                                               | Maria Vitória (Maria Vittoria) [1659-1707]                                               | Maria Vitória (Maria Vittoria) [1659-1707]                                               | Maria Vitória (Maria Vittoria) [1659-1707]                                               |  |  | Vicente (Vincenzo) [1634-1714] Duque de Guastalla 1692                | Vicente (Vincenzo) [1634-1714] Duque de Guastalla 1692                | Vicente (Vincenzo) [1634-1714] Duque de Guastalla 1692                | Vicente (Vincenzo) [1634-1714] Duque de Guastalla 1692                | Vicente (Vincenzo) [1634-1714] Duque de Guastalla 1692                | Vicente (Vincenzo) [1634-1714] Duque de Guastalla 1692                |  |  |  |  |  |  |  |  |  |  |  |  |  |  |  |  |  |  |  |  |  |  |  |  |  |  |
|                                                                              |                                                                              |                                                                              |                                                                              |                                                                                    |                                                                                    |                                                                                    |                                                                                    |                                                                                    |                                                                                    |                                                     |                                                     | Ana Isabel (Anna Isabella) [1655-1703] c.c. Fernando Carlos I Gonzaga sem geração     | Ana Isabel (Anna Isabella) [1655-1703] c.c. Fernando Carlos I Gonzaga sem geração     | Ana Isabel (Anna Isabella) [1655-1703] c.c. Fernando Carlos I Gonzaga sem geração     | Ana Isabel (Anna Isabella) [1655-1703] c.c. Fernando Carlos I Gonzaga sem geração     | Ana Isabel (Anna Isabella) [1655-1703] c.c. Fernando Carlos I Gonzaga sem geração     | Ana Isabel (Anna Isabella) [1655-1703] c.c. Fernando Carlos I Gonzaga sem geração     |  |  | Maria Vitória (Maria Vittoria) [1659-1707]                                               | Maria Vitória (Maria Vittoria) [1659-1707]                                               | Maria Vitória (Maria Vittoria) [1659-1707]                                               | Maria Vitória (Maria Vittoria) [1659-1707]                                               | Maria Vitória (Maria Vittoria) [1659-1707]                                               | Maria Vitória (Maria Vittoria) [1659-1707]                                               |  |  | Vicente (Vincenzo) [1634-1714] Duque de Guastalla 1692                | Vicente (Vincenzo) [1634-1714] Duque de Guastalla 1692                | Vicente (Vincenzo) [1634-1714] Duque de Guastalla 1692                | Vicente (Vincenzo) [1634-1714] Duque de Guastalla 1692                | Vicente (Vincenzo) [1634-1714] Duque de Guastalla 1692                | Vicente (Vincenzo) [1634-1714] Duque de Guastalla 1692                |  |  |  |  |  |  |  |  |  |  |  |  |  |  |  |  |  |  |  |  |  |  |  |  |  |  |
|                                                                              |                                                                              |                                                                              |                                                                              |                                                                                    |                                                                                    |                                                                                    |                                                                                    |                                                                                    |                                                                                    |                                                     |                                                     |                                                                                       |                                                                                       |                                                                                       |                                                                                       |                                                                                       |                                                                                       |  |  |                                                                                          |                                                                                          |                                                                                          |                                                                                          |                                                                                          |                                                                                          |  |  |                                                                       |                                                                       |                                                                       |                                                                       |                                                                       |                                                                       |  |  |  |  |  |  |  |  |  |  |  |  |  |  |  |  |  |  |  |  |  |  |  |  |  |  |
|                                                                              |                                                                              |                                                                              |                                                                              |                                                                                    |                                                                                    |                                                                                    |                                                                                    |                                                                                    |                                                                                    |                                                     |                                                     |                                                                                       |                                                                                       |                                                                                       |                                                                                       |                                                                                       |                                                                                       |  |  |                                                                                          |                                                                                          |                                                                                          |                                                                                          |                                                                                          |                                                                                          |  |  |                                                                       |                                                                       |                                                                       |                                                                       |                                                                       |                                                                       |  |  |  |  |  |  |  |  |  |  |  |  |  |  |  |  |  |  |  |  |  |  |  |  |  |  |
|                                                                              |                                                                              |                                                                              |                                                                              |                                                                                    |                                                                                    |                                                                                    |                                                                                    |                                                                                    |                                                                                    |                                                     |                                                     | Leonor Luísa (Eleonora Luisa) [1686-1741] c.c. Francisco Maria de Médici, sem geração | Leonor Luísa (Eleonora Luisa) [1686-1741] c.c. Francisco Maria de Médici, sem geração | Leonor Luísa (Eleonora Luisa) [1686-1741] c.c. Francisco Maria de Médici, sem geração | Leonor Luísa (Eleonora Luisa) [1686-1741] c.c. Francisco Maria de Médici, sem geração | Leonor Luísa (Eleonora Luisa) [1686-1741] c.c. Francisco Maria de Médici, sem geração | Leonor Luísa (Eleonora Luisa) [1686-1741] c.c. Francisco Maria de Médici, sem geração |  |  | António (Antonio) [1687-1729] Duque de Guastalla 1714 sem geração                        | António (Antonio) [1687-1729] Duque de Guastalla 1714 sem geração                        | António (Antonio) [1687-1729] Duque de Guastalla 1714 sem geração                        | António (Antonio) [1687-1729] Duque de Guastalla 1714 sem geração                        | António (Antonio) [1687-1729] Duque de Guastalla 1714 sem geração                        | António (Antonio) [1687-1729] Duque de Guastalla 1714 sem geração                        |  |  | José Maria (Giuseppe) [1690-1746] Duque de Guastalla 1729 sem geração | José Maria (Giuseppe) [1690-1746] Duque de Guastalla 1729 sem geração | José Maria (Giuseppe) [1690-1746] Duque de Guastalla 1729 sem geração | José Maria (Giuseppe) [1690-1746] Duque de Guastalla 1729 sem geração | José Maria (Giuseppe) [1690-1746] Duque de Guastalla 1729 sem geração | José Maria (Giuseppe) [1690-1746] Duque de Guastalla 1729 sem geração |  |  |  |  |  |  |  |  |  |  |  |  |  |  |  |  |  |  |  |  |  |  |  |  |  |  |

## Dinastia

### Condes de Guastalla
| Governo (de - a ) | Nome        | (nascimento-morte) |
| 1539-1557         | Ferrante I  | (1507-1557)        |
| 1557-1575         | César I     | (1530-1575)        |
| 1575-1621         | Ferrante II | (1563-1630)        |

### Duques de Guastalla
| Governo (de - a ) | Nome                                               | (nascimento - morte |
| 1621-1630         | Ferrante II                                        | (1563-1630)         |
| 1630-1632         | César II                                           | (1592-1632)         |
| 1632-1678         | Ferrante III                                       | (1618-1678)         |
| 1678-1699         | Fernando Carlos I, duque de Mântua e de Monferrato | (1652-1708)         |
| 1699-1714         | Vicente                                            | (1634-1714)         |
| 1714-1729         | António Ferrante                                   | (1687-1729)         |
| 1729-1734         | José Maria                                         | (1690-1746)         |

Em 1746 Guastalla foi adquirida pelos Austríacos e, dois anos depois, pelo Tratado de Aquisgrão (1748), passou a integrar o Ducado de Parma e Placência 

### Príncipes deMolfetta
Ferrante I Gonzaga torna-se Príncipe de Molfetta (feudo no Reino de Nápoles) ao casar, em 1529, com Isabella de Capua, cujo dote incluía este principado (não soberano).
| Governo (de - a ) | Nome         | (nascimento-morte) |
| 1529-1557         | Ferrante I   | (1507-1557)        |
| 1557-1575         | César I      | (1530-1575)        |
| 1575-1630         | Ferrante II  | (1563-1630)        |
| 1630-1632         | César II     | (1592-1632)        |
| 1632-1640         | Ferrante III | (1618-1678)        |

Em 1640 Ferrante III Gonzaga (1618-1678) vende o principado de Molfetta à Família Doria de Génova.

## Galeria

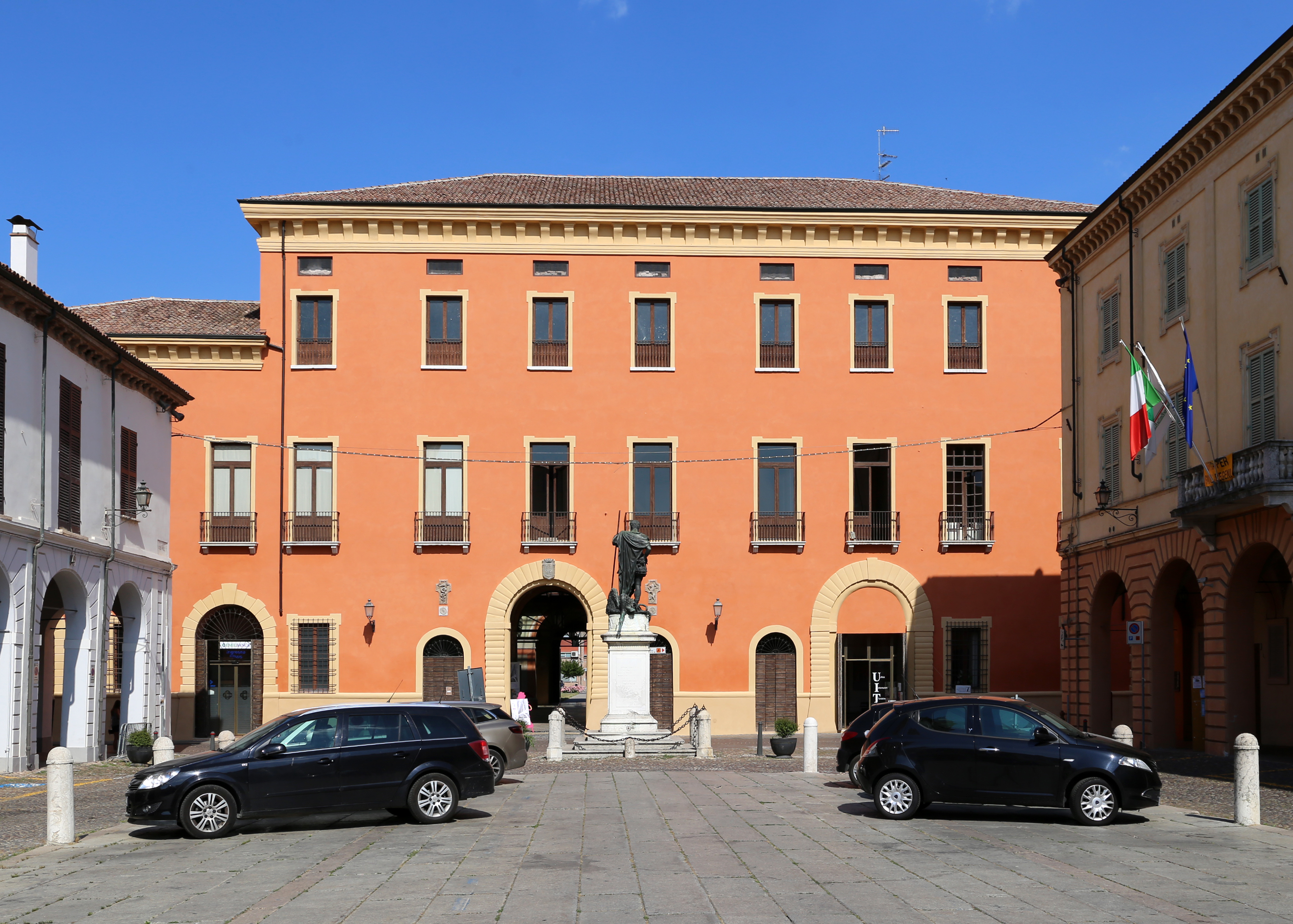
Palácio Ducal de Guastalla
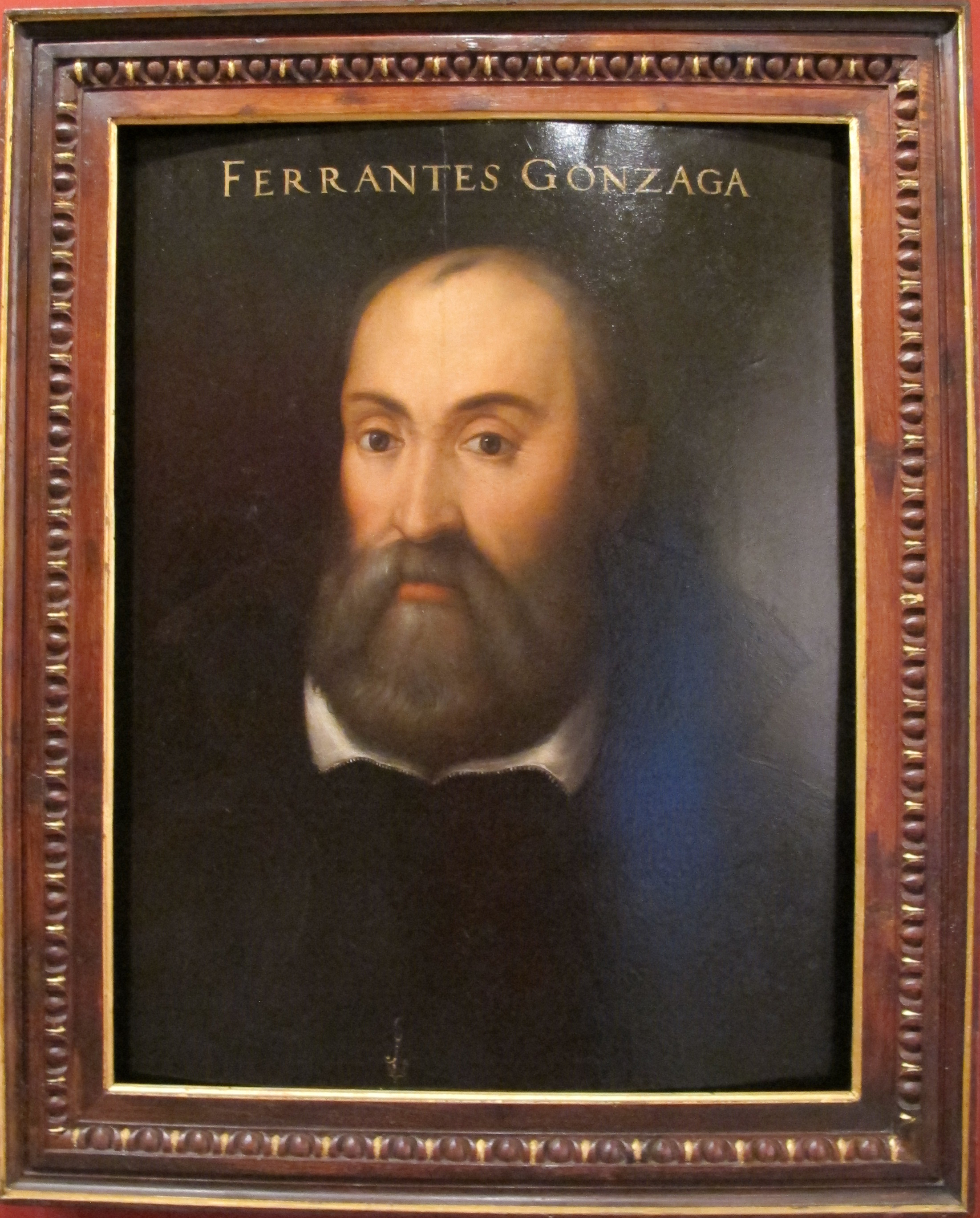
Ferrante I, Conde de Guastalla
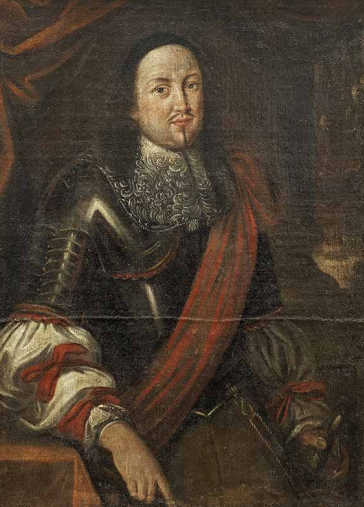
Ferrante III, duque de Guastalla
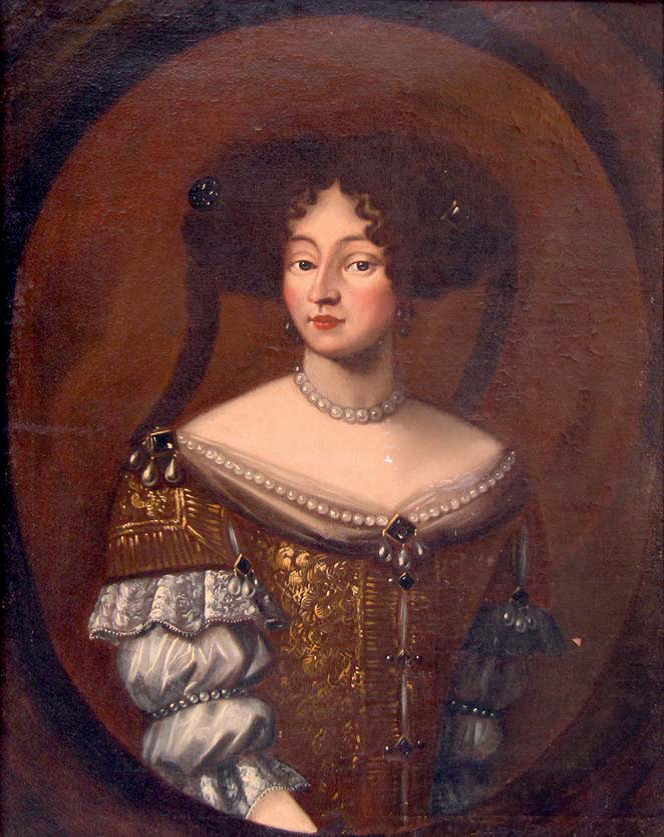
Ana Isabel Gonzaga filha e herdeira de Ferrante III
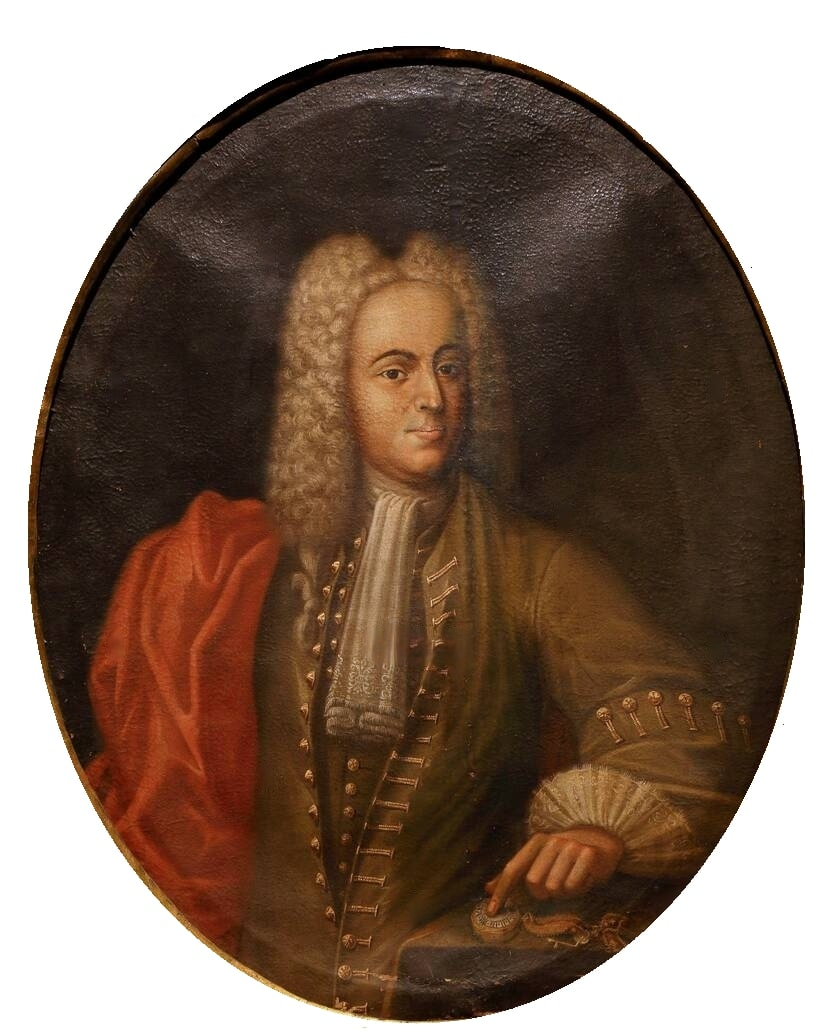
Vicente Gonzaga, Duque de Guastalla
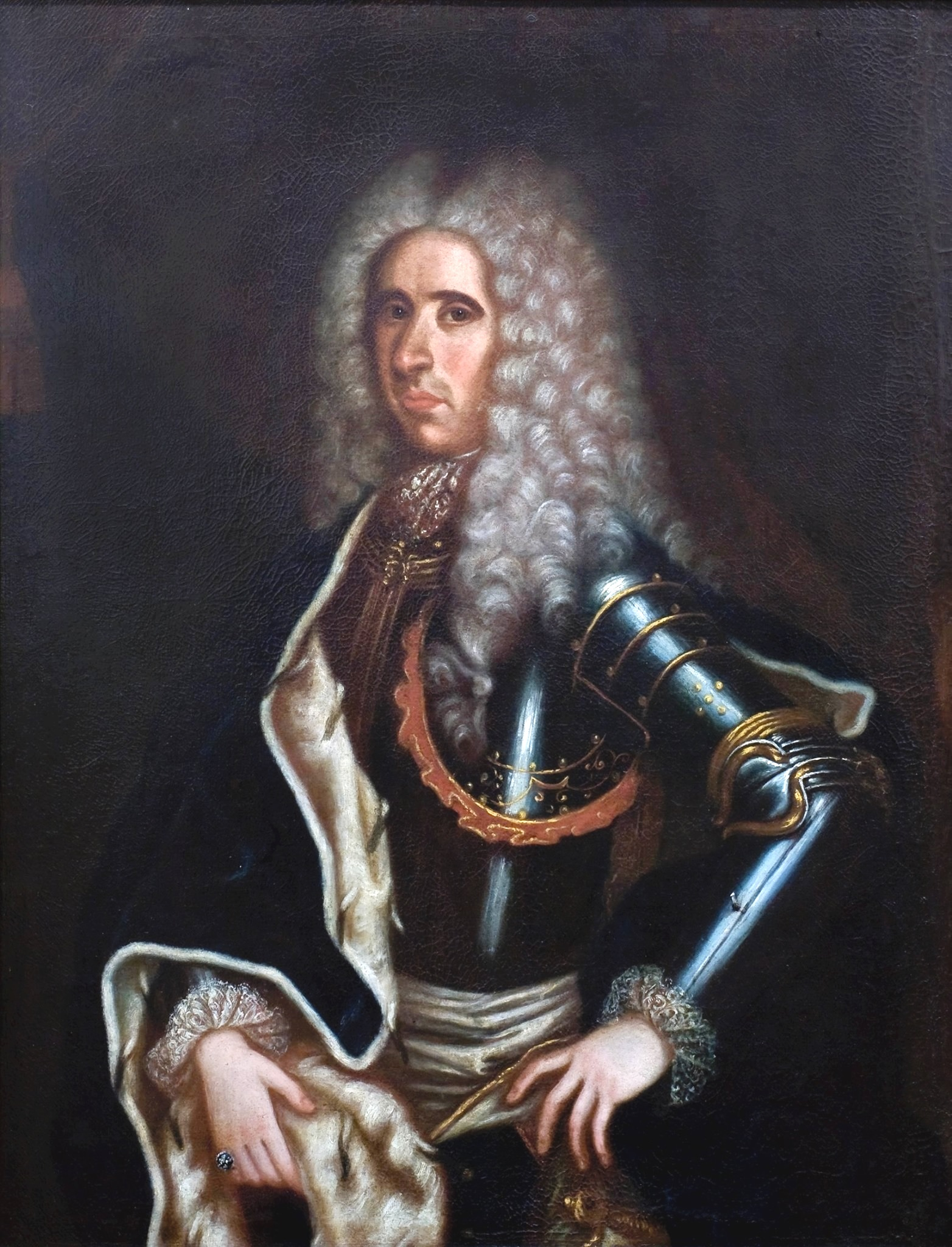
António Ferrante Gonzaga, Duque de Guastalla
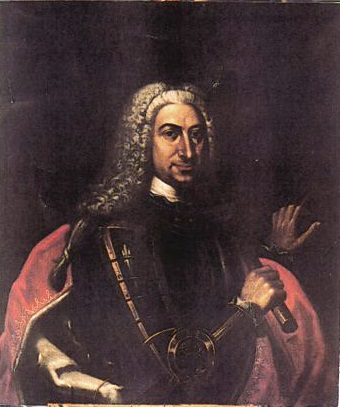
José Maria Gonzaga, último duque de Guastalla